# WC (рэпер)
Уильям Лошон Кэлхун (англ. William Loshawn Calhoun Jr.; 3 февраля 1970, Хьюстон, США), более известный как WC (произносится как «Dub-C»), — американский хип-хоп исполнитель, музыкальный продюсер, актёр. Был членом хип-хоп трио Westside Connection вместе с Ice Cube и Mack 10.

## Ранние годы
Уильям родился в городе Хьюстон 9 августа 1970 года. Родители перевезли его в Южный Лос-Анджелес, когда он был ребёнком. В какой-то момент вступил в банду 111 Neighborhood Crips.

## Дискография

### Студийные альбомы
- The Shadiest One (1998)
- Ghetto Heisman (2002)
- Guilty by Affiliation (2007)
- Revenge of the Barracuda (2011)

### Совместные альбомы
- We’re in This Together совместно с Low Profile (1989)
- Ain’t a Damn Thang Changed совместно с WC и the Maad Circle (1991)
- Curb Servin' совместно с WC и the Maad Circle (1995)
- Bow Down совместно с Westside Connection (1996)
- Terrorist Threats совместно с Westside Connection (2003)
- West Coast Gangsta Shit совместно с Daz Dillinger (2013)

## Фильмография
- 1995: Пятница
- 1996: Вызов
- 1998: Игра Жизни
- 1999: Белая ворона
- 1999: Гуще чем вода
- 1999: Глупый
- 2001: Кровавый полет
- 2001: Марсианская одиссея
- 2003: WC: Bandana Swangin: All That Glitters Ain’t Gold
- 2003: Def Jam Vendetta
- 2004: Def Jam: Fight for NY
- 2008: Живот 2: Клуб миллионеров
- 2015: The Street
- 2017: Снегопад